# Episodi di JAG - Avvocati in divisa (seconda stagione)
La seconda stagione della serie televisiva JAG - Avvocati in divisa, composta da 15 episodi, è stata trasmessa in prima visione negli Stati Uniti d'America dalla CBS dal 3 gennaio 1997 al 18 aprile 1997.
In Italia è stata trasmessa in prima visione da Rai 2.
| nº | Titolo originale     | Titolo italiano         | Prima TV USA     | Prima TV Italia  |
| -- | -------------------- | ----------------------- | ---------------- | ---------------- |
| 1  | We the People        | I difensori             | 3 gennaio 1997   |                  |
| 2  | Secrets              | Segreti                 | 10 gennaio 1997  | 21 febbraio 1998 |
| 3  | Jinx                 | La squadriglia Howlers  | 17 gennaio 1997  |                  |
| 4  | Heroes               | Eroi                    | 24 gennaio 1997  | 24 febbraio 1998 |
| 5  | Crossing the Line    | Passaggio dell'Equatore | 31 gennaio 1997  |                  |
| 6  | Trinity              | L'ombra dell'IRA        | 7 febbraio 1997  |                  |
| 7  | Ghosts               | Fantasma                | 14 febbraio 1997 |                  |
| 8  | Full Engagement      | Caccia grossa           | 21 febbraio 1997 | 28 febbraio 1998 |
| 9  | Washington Holiday   | Visita reale            | 28 febbraio 1997 |                  |
| 10 | The Game of Go       | Partita a Go            | 28 febbraio 1997 |                  |
| 11 | Force Recon          | John Wayne è morto      | 7 marzo 1997     |                  |
| 12 | The Guardian         | L'angelo custode        | 28 marzo 1997    |                  |
| 13 | Code Blue            | Codice blu              | 4 aprile 1997    | 7 marzo 1998     |
| 14 | Cowboys and Cossacks | Cosacchi e cowboys      | 11 aprile 1997   |                  |
| 15 | Rendezvous           | L'appuntamento          | 18 aprile 1997   |                  |

## I difensori
- Titolo originale: We the People
- Diretto da: Les Landau
- Scritto da: Donald P. Bellisario

### Trama
Un gruppo di terroristi noti come "I Difensori" ruba la dichiarazione d'indipendenza. Il rinnovato staff del JAG, composto dal Capitano Rabb, dal Maggiore Sarah MacKenzie e dal Guardiamarina Bud Roberts, deve indagare per ritrovarla, dovendo anche avere a che fare con l'agente Clayton Webb dell'FBI.

## Segreti
- Titolo originale: Secrets
- Diretto da: Raymond Austin
- Scritto da: Tom Towler

### Trama
Un marine fugge da un penitenziario di massima sicurezza e prende in ostaggio l'Ammiraglio Chegwidden, dichiarando la propria innocenza. L'Ammiraglio si rifiuta fermamente di credere al marine, che chiede di rivedere gli atti del suo processo, ma l'intervento della CIA comincia a far dubitare della correttezza della sentenza di condanna.

## La squadriglia Howlers
- Titolo originale: Jinx
- Diretto da: Jerry Jameson
- Scritto da: Jack Orman

### Trama
Ripetuti incidenti su degli F14 convincono i piloti della squadriglia di essere vittime di una maledizione, per aver bombardato una Moschea durante la Guerra del Golfo. In particolare, il Tenente Ayers, dopo due incidenti di fila, presenta le sue dimissioni dalla Marina. Harm dovrà sconfiggere le superstizioni per avere la meglio.

## Eroi
- Titolo originale: Heroes
- Diretto da: Tony Wharmby
- Scritto da: R. Scott Gemmill

### Trama
Harm e Mac si scontrano in aula per decidere se un SEAL è colpevole dell'omicidio di un suo compagno. Harm ben presto dovrà scegliere se seguire semplicemente i suoi doveri, oppure se ricercare a fondo la verità, quale essa sia.

## Passaggio dell'Equatore
- Titolo originale: Crossing the Line
- Diretto da: Tony Wharmby
- Scritto da: Stephen Zito

### Trama
Harm, Mac e Bud a bordo della Portaerei Seahawk dovranno investigare su un caso di molestie sessuali in cui è implicato il CAG Thomas Boone.

## L'ombra dell'IRA
- Titolo originale: Trinity
- Diretto da: Alan J. Levi
- Scritto da: Jack Orman

### Trama
Il rapimento del figlio del Tenente Linda Ann Nivens, che ella ha avuto da un leader dell'IRA, costringerà Harm e Mac ad andare a Belfast per ritrovarlo.

## Fantasma
- Titolo originale: Ghosts
- Diretto da: Raymond Austin
- Scritto da: R. Scott Gemmill e Brian Nelson

### Trama
Un ex compagno Navy SEAL dell'Ammiraglio Chegwidden, dato per morto in Vietnam, torna apparentemente dal passato per tentare di ucciderlo. Harm e Mac, nonostante le reticenze dell'Ammiraglio, indagano con l'aiuto dell'agente CIA Clayton Webb.

## Caccia grossa
- Titolo originale: Full Engagement
- Diretto da: Alan J. Levi
- Scritto da: Jack Orman

### Trama
Harm e Mac, in volo con il biplano Stearman di Harm, devono compiere un atterraggio di fortuna sui monti Appalachi a causa di un problema meccanico. Per loro sfortuna, si imbattono in un gruppo di bracconieri, i quali hanno appena ucciso un guardacaccia. Sono quindi costretti a fuggire, cercando un modo per salvarsi.

## Visita reale
- Titolo originale: Washington Holiday
- Diretto da: Joe Napolitano
- Scritto da Stephen Zito

### Trama
Harm viene incaricato di proteggere la principessa rumena Alexandra, oggetto di un recente attentato mirato a ricattare il padre, Re Josif di Romania, durante le 72 ore del suo soggiorno negli Stati Uniti, affinché non dichiari pubblicamente l'intenzione di far entrare la Romania nella NATO. Una fazione nemica minaccia di ucciderla, ma la principessa è sfuggente, refrattaria al protocollo e alla scorta. Harm ha quindi diversi problemi nel proteggerla.

## Partita a Go
- Titolo originale: The Game of Go
- Diretto da: Raymond Austin
- Scritto da: Tom Towler

### Trama
Durante una black op in Colombia, un marine viene ucciso; il governo statunitense non vuole recuperare la salma. Harm e Mac si recano sul posto, ufficialmente per indagare, ma soprattutto con l'obiettivo di riportare in patria il caduto. Harm inizia con il trafficante di droga Estruga una partita a Go a distanza, che ben presto si trasforma in una sfida reale.

## John Wayne è morto
- Titolo originale: Force Recon
- Diretto da: Alan J. Levi
- Scritto da: Tom Towler e R. Scott Gemmill

### Trama
Un aspirante marine, incursore dei "United States Marine Corps Force Reconnaissance", viene ferito perché, in preda al panico, cerca di scappare nella direzione sbagliata quando, durante un'esercitazione, il suo gruppo si avvicina troppo alla zona di tiro. Un sergente si ferisce a sua volta per salvarlo. Harm, sotto la falsa identità di un sergente istruttore, e Mac, ignorando ciascuno la presenza dell'altro, sono inviati a indagare. Il dubbio è che il capitano Koonan, soprannominato il Duca come John Wayne, abbia volutamente modificato la mappa dell'esercitazione per obbligare gli allievi ad avvicinarsi al fuoco, andando oltre il regolamento, per addestrarli meglio.

## L'angelo custode
- Titolo originale: The Guardian
- Diretto da: Michael Schultz
- Scritto da Jack Orman

### Trama
Un barbone uccide tre giovani delinquenti e prende in ostaggio Bud. Si scopre che è un ex Navy SEAL, disertore e malato di mente. Harm riesce a farlo arrestare ma su ordine dell'ammiraglio se ne assume il patrocinio, nonostante l'imputato sia piuttosto restio a difendersi, in sede di tribunale ordinario, contro un procuratore prevenuto deciso a non farlo tornare mai più in libertà.

## Codice blu
- Titolo originale: Code Blue
- Diretto da: Tony Wharmby
- Scritto da: R. Scott Gemmill

### Trama
Mentre fa una corsa con Mac, Harm viene investito da un'automobile ma spingendola via salva la collega dalla stessa sorte. Mac lo accompagna in ospedale; l'incidente non ha avuto conseguenza gravi e, mentre aspetta la prognosi definitiva, alcuni terroristi di Hamas la prendono in ostaggio insieme ad alcuni medici che stavano per operare un ministro israeliano. I terroristi minacciandolo di morte vogliono la liberazione di un prigioniero palestinese. Harm e Mac decidono separatamente di intervenire. Harm deve però, contemporaneamente, pensare ai terroristi e a una donna incinta. Fortunatamente lo aiuta un vecchio marinaio in pensione.

## Cosacchi e cowboys
- Titolo originale: Cowboys and Cossacks
- Diretto da: Tony Wharmby
- Scritto da: R. Scott Gemmill

### Trama
Harm e Mac, inviati come osservatori a un'esercitazione militare congiunta tra le marine di Stati Uniti e Russia, si trovano invischiati tra le schermaglie e il fuoco incrociato delle due navi su cui viaggiano, russa per Harm e statunitense per Mac, nella guerra personale tra i due comandanti, nemici giurati da sempre.

## L'appuntamento
- Titolo originale: Rendezvous
- Diretto da: Duwayne Dunham
- Scritto da: Craig Tepper

### Trama
Un militare viene ucciso mentre ha un incontro romantico su una spiaggia con una donna sposata. La signora prima nega l'alibi del marito, sottufficiale capo della marina, difeso da Mac e accusato da Harm; poi ritratta. Mac inizialmente ha problemi a difendere il sottufficiale perché lo disprezza in modo particolare, ricordandogli il proprio padre violento, così come è il suo assistito.